# الد فیتفول
الد فیتفول (انگلیسی: Old Faithful) آب‌فشان واقع در پارک ملی یلواستون در وایومینگ، ایالات متحده آمریکا است. الد فیتفول در سال ۱۸۷۰ در جریان سفر اکتشافی واشبرن، لنگفرد-دوئین کشف شد و نخستین آب فشان این پارک است که نامی به آن داده شده. این آب فشان یک پدیدهٔ زمین‌گرمایی شدیداً قابل پیش بینی است؛ از سال ۲۰۰۰, هر ۴۴ تا ۱۲۵ دقیقه فوران کرده است. این آب فشان و مهمانسرای نزدیک آن بخشی از بخش تاریخی الد فیتفول هستند.